# کاروانسرای دو طبقه
کاروانسرای دو طبقه (به ترکی آذربایجانی: İkimərtəbəli karvansaray) تنها کاروانسرای دو طبقه در بخش شهر قدیمی باکو می‌باشد، که اثر دارای اهمیت ملی است. این کاروانسرا به‌نام کاروانسرای «قاسم‌بیگ» نیز شناخته‌شده‌است.

## درباره کاروانسرا
کاروانسرای دو طبقه در قرن ۱۵ احداث گردیده‌است. بنابر منابع این کاروانسرا از سوی شیروانشاه ابراهیم خلیل الله یکم ساخته‌شده و برای بهره‌مندی ساکن باکو «قاسم بیگ» و خانواده‌اش به وی اعطا گردیده‌است.
کاروانسرا دو ورودی باز دارد، که روی یک روند قرار گرفته‌اند. راهروی ورودی ساختمان به خیابان ساحل و بزرگراهی که خیابان در آن واقع‌است، منتهی می‌شود. طرح داخلی ساتمنان عمدتاً مربعی‌شکل می‌باشد. حیاط بنا با ایوان‌هایی احاطه‌شده‌است، که در پشت آنها اتاق‌هایی وجود دارند.
ورودی‌ها به کاروانسرا به پورتال‌هایی برجسته به ارتفاع بنا و طاقچه‌هایی عمیق به اندازه طبقه یکم تکمیل می‌شود. دژهای دفاعی نیز در سمت جنوب- شرقی ساختمان را احاطه می‌کنند.